# Аркуньяно
Аркуньяно (итал. Arcugnano) — коммуна в Италии, располагается в провинции Виченца области Венеция.
Население составляет 7519 человек (на 2004 г.), плотность населения составляет 171 чел./км². Занимает площадь 41 км². Почтовый индекс — 36057. Телефонный код — 00444.
Покровителем города считается святая Иустина Падуанская, празднование во второе воскресение октября. 